# Björnsö
Björnsö (finska Karhusaari) är en ö och en stadsdel i Östersundoms distrikt och Östersundoms stordistrikt i Helsingfors stad. Före 2009 hörde den till Sibbo.